# Lazare Escarguel
Lazare-Henri Escarguel, né le 23 mars 1816 à Routier (Aude) et décédé le 26 mai 1893 dans la même commune, est un homme politique et patron de presse français,.

## Biographie
Lazare Escarguel est issu d'une famille de juristes, son père et son grand-père ayant été tous deux notaires à Routier et à Limoux. Il est le dernier de cinq enfants.
Devenu propriétaire d'une métairie à Malviès (Aude) après en avoir hérité en 1833 de son oncle Pierre Escarguel, et étant déjà connu par les habitants de ce village comme chef du parti républicain, il est choisi par la population pour remplir la fonction de maire après la révolution de février 1848.
Minotier à Perpignan, il est un opposant à l'Empire. Conseiller municipal de Perpignan en 1865, il en est maire le 11 septembre 1870 et reste en place jusqu'en 1874. Le 2 juillet 1871, il est élu représentant des Pyrénées-Orientales en remplacement d'Étienne Arago (démissionnaire) et siège sur les bancs républicains. Il est réélu député en 1876, 1877 (contre le colonel Falcon, par 13 235 voix contre 8 276) et 1881, et siège au groupe de l'Union républicaine. Il est l'un des 363 qui refusent la confiance au gouvernement de Broglie, le 16 mai 1877. Il est sénateur des Pyrénées-Orientales de 1882 à 1891. Il est également conseiller général du canton de Vinça en 1871 et président du conseil général en 1872 et 1873, puis de 1877 à 1879.
Battu aux élections sénatoriales de 1891, il se retire dans son mas de Routier et meurt d'une attaque d'apoplexie le 26 mai 1893,.
Lazare Escarguel est membre fondateur, actionnaire et administrateur du journal L'Indépendant, recréé en 1868. Nommé au conseil d'administration le 23 août 1868, il conserve cette fonction jusqu'à sa démission en décembre 1884.
Franc-maçon, il est initié le 12 janvier 1866 à la loge des Amis de la Parfaite Union à Perpignan.